# 이노 쇼이치
이노 쇼이치(일본어: 井納 翔一, 1986년 5월 1일 ~ )는 전 일본의 야구 선수(투수)이다.